# حاجی قربان اوبا
حاجی قربان اوبا (به ترکی آذربایجانی: Hacıqurbanoba) یک منطقه مسکونی در جمهوری آذربایجان است که در شهرستان خاچماز واقع شده است.